# Mercado de Mieres
El Mercado Municipal de Abastos de Mieres es el principal mercado de la villa de Mieres, en el municipio asturiano del mismo nombre.

## Historia
Fue propuesto por el equipo de concejales el 30 de mayo de 1904 y diseñado por el arquitecto Juan Miguel de la Guardia, muy similar al que acababa de inaugurar en La Felguera. Comenzó a funcionar en 1907. Se trata de un edificio de planta rectangular de inspiración industrial, en estilo ecléctico modernista y techumbre de hierro. El interior goza de gran luminosidad debido a los ventanales y lucernarios de la cubierta. Los puestos de venta se disponen a ambos lados de dos pasillos que se cruzan en el centro.
Actualmente el mercado sigue funcionando seis días a la semana y alberga varios puestos de productos frescos.